# 蔡洼街道
蔡洼街道，是中华人民共和国山西省阳泉市矿区下辖的一个乡级行政区单位。

## 行政区划
蔡洼街道下辖以下地区：
小南坑社区、菜市社区、东四尺社区、蔡东社区、蔡西社区、东窑房社区和南台社区。